# Bombardeo del Centro de la Autoridad Sanitaria Islámica
El bombardeo del Centro de la Autoridad Sanitaria Islámica fue un ataque aéreo llevado a cabo el 4 de octubre de 2024, por las Fuerzas de Defensa de Israel (FDI) contra un centro médico situado en el centro de Beirut (Líbano), en medio de la Invasión israelí del Líbano. En el ataque murieron al menos a nueve personas, incluidos siete miembros del personal médico entre ellos dos médicos, y otras catorce personas resultaron heridas. De acuerdo con medios libaneses en el ataque, Israel utilizó bombas de fósforo blanco.

## Bombardeo
El ataque aéreo tuvo lugar en la madrugada del 4 de octubre de 2024 y provocó un incendio en un edificio residencial del barrio de Al Bashura en el centro de Beirut, situado muy cerca de la sede de las Naciones Unidas en el Líbano, la oficina del primer ministro y el parlamento libanés. El centro médico, ubicado en el segundo piso de un edificio de doce plantas, pertenecía a la Autoridad Sanitaria Islámica, una organización sanitaria vinculada al partido-milicia chií Hezbolá que se encarga de ofrecer atención y servicios sanitarios. Según expertos en derechos humanos, las afiliaciones de las distintas organizaciones con Hezbolá o Amal no afectan el estatus de protección de los hospitales bajo el derecho internacional.
Según el Ministerio de Salud Pública del Líbano, dos personas murieron al instante y las otras cuatro fallecieron posteriormente «a causa de sus graves heridas», entre los muertos se encuentran siete miembros del personal médico, incluidos dos médicos, y otras catorce personas resultaron heridas, cuatro de ellas permanecen ingresadas en hospitales.
Israel afirmó que había atacado «activos» de Hezbolá, pero no emitió una orden de evacuación antes del ataque.

### Uso de fósforo blanco
Residentes de la zona informaron de un olor que parecía azufre tras el ataque aéreo. La Agencia Nacional de Noticias del Líbano, acusó a Israel de utilizar bombas de fósforo blanco «prohibidas internacionalmente». No es la primera vez que Israel utiliza este tipo de armamento en el conflicto, un informe publicado el 8 de noviembre de 2024 por la Oficina del Alto Comisionado de las Naciones Unidas para los Derechos Humanos, denunció que Israel había hecho uso de munición de fósforo blanco, en al menos veinticuatro ocasiones en el conflicto de Gaza. Incluido un caso «el 25 de diciembre en el que un bebé resultó quemado por fósforo blanco en una escuela en el campo de Al Bureij». El uso de este tipo de armamento contra la población civil está prohibido y podría constituir un crimen de guerra.

## Reacciones
- El Alto representante de la Unión para Asuntos Exteriores y Política de Seguridad, Josep Borrell, condenó el ataque israelí al que calificó como una violación del derecho internacional y dijo que las FDI habían «atacado una vez más a los trabajadores sanitarios» y habían matado a civiles en una zona densamente poblada.[8]

## Véanse también
- Ataques israelíes contra el sector sanitario en la guerra de Gaza
- Ataques israelíes contra periodistas en la guerra de Gaza
- Crímenes de guerra en la guerra de Gaza
- Víctimas de la guerra de Gaza
- Genocidio en Gaza